# Oxprénolol
L'oxprénolol est un bêta-bloquant non sélectif avec une activité sympathomimétique. Il a été utilisé pour le traitement de l'angine de poitrine (aussi appelé angor), des troubles du rythme cardiaque et de l'hypertension artérielle.
Il est retiré du marché français depuis le début des années 2000.

## Voir également
- Bêta-bloquant